# 博爾希夫卡 (科斯托皮爾區)
50°51′32″N 26°32′10″E / 50.85889°N 26.53611°E
博爾希夫卡（烏克蘭語：Борщівка），是烏克蘭西北部的村莊，隸屬里夫內州的里夫內區。該村面積2.11平方公里，海拔高度184米，2001年人口791，人口密度每平方公里374.9人。